# Petri Ylönen
Petri Ylönen (* 2. Oktober 1962 in Helsinki) ist ein ehemaliger finnisch-französischer Eishockeytorwart, der in seiner aktiven Zeit von 1986 bis 2002 unter anderem für die Augsburger Panther in der Deutschen Eishockey Liga gespielt hat. Sein Sohn Sebastian ist ebenfalls ein professioneller Eishockeyspieler. 

## Karriere
Petri Ylönen begann seine Karriere als Eishockeyspieler in seiner Heimatstadt in der Nachwuchsabteilung von TuTo Hockey, für dessen Profimannschaft er in der Saison 1986/87 sein Debüt in der I divisioona, der zweiten finnischen Spielklasse, gab. Anschließend wechselte der Torwart zu den Diables Rouges de Briançon in die französische Ligue Magnus. In Frankreich konnte er auf Anhieb überzeugen und gewann 1988 und 1989 die Trophée Jean Ferrand als bester Torwart der Ligue Magnus. Von 1989 bis 1996 stand er bei dessen Ligarivalen Dragons de Rouen unter Vertrag. In diesem Zeitraum wurde er 1990, 1992, 1993, 1994 und 1995 insgesamt fünf Mal Französischer Meister. Zudem wurde er 1991 und 1996 mit seiner Mannschaft Vizemeister und erhielt in den Jahren 1992, 1993 und 1994 drei Mal in Folge erneut die Trophée Jean Ferrand als bester Torwart der Ligue Magnus. 
Von 1996 bis 1998 stand Ylönen bei den Augsburger Panther in der Deutschen Eishockey Liga zwischen den Pfosten. Anschließend pausierte der zweifache Olympiateilnehmer zwei Jahre lang mit dem Eishockey, ehe er von 2000 bis 2002 für den Toulouse Blagnac Hockey Club in der Division 2, der dritten französischen Spielklasse, aktiv war. Daraufhin beendete er im Alter von 39 Jahren seine Karriere.     

### International
Für Frankreich nahm Ylönen an der B-Weltmeisterschaft 1991 sowie den A-Weltmeisterschaften 1992, 1993, 1994, 1995 und 1996 teil. Zudem stand er im Aufgebot Frankreichs bei den Olympischen Winterspielen 1992 in Albertville und 1994 in Lillehammer.

## Erfolge und Auszeichnungen
| - 1988 Trophée Jean Ferrand - 1989 Trophée Jean Ferrand - 1990 Französischer Meister mit den Dragons de Rouen - 1991 Französischer Vizemeister mit den Dragons de Rouen - 1992 Französischer Meister mit den Dragons de Rouen - 1992 Trophée Jean Ferrand | - 1993 Französischer Meister mit den Dragons de Rouen - 1993 Trophée Jean Ferrand - 1994 Französischer Meister mit den Dragons de Rouen - 1994 Trophée Jean Ferrand - 1995 Französischer Meister mit den Dragons de Rouen - 1996 Französischer Vizemeister mit den Dragons de Rouen |

### International
- 1991 Aufstieg in die A-Weltmeisterschaft bei der B-Weltmeisterschaft